# Henri XIV Reuss
 (juin 2025).
Si vous disposez d'ouvrages ou d'articles de référence ou si vous connaissez des sites web de qualité traitant du thème abordé ici, merci de compléter l'article en donnant les références utiles à sa vérifiabilité et en les liant à la section « Notes et références ».
Titre
Prétendant aux trônes de Reuss-Greiz et de Reuss-Schleiz
Depuis le 20 juin 2012
(13 ans et 2 jours)
Henri XIV (né le 14 juillet 1955 à Vienne) est le chef de la maison Reuss et le prince titulaire Reuss depuis le 20 juin 2012.

## Biographie
Henri XIV Reuss, né le 14 juillet 1955 à Vienne, est le fils du prince Henri IV et de la princesse Marie Louise de Salm-Horstmar.
Le 25 avril (religieusement) et le 30 avril 1995 à Ratisbonne, il épouse Johanna Raitz von Frentz (née le 12 septembre 1971 à Ehrang près de Trèves), ils ont deux fils et deux filles :
- Henri XXIX (né le 2 avril 1997 à Mistelbach)
- Tatiana (née le 24 juin 2001 à Vienne)
- Louise (née le 5 mars 2005 à Vienne)
- Henri V (né le 12 janvier 2012 à Vienne)